# Erste Bank Eishockey Liga 2012/2013
Sezóna 2012/2013 byla 83. sezónou Rakouské hokejové ligy. Vítězem ročníku se stal tým EC KAC.

## Herní systém
V základní části se hrálo čtyřkolově každý s každým (celkem 44 kol). Po základní části se pokračovalo nadstavbovou částí, kde se týmy rozdělily do dvou skupin. Ve skupině A hrálo 6 nejlepších týmů a ve skupině B zbylých 6 týmů. Body se do nadstavbových skupin nepřenášely, týmy pouze dostaly bonusové body za umístění v první fázi. Celá skupina A a dva nejlepší týmy ze skupiny B postoupily do playoff, které se hrálo na 4 vítězné zápasy. Čtvrtfinálové dvojice nebyly pevně dány, ale vítěz nadstavbové skupiny A si mohl vybrat z týmů na 5. až 8. místě, druhý tým volil ze zbylých týmů atd.
Bodovalo se stejně jako v NHL - za vítězství obdržel vítěz 2 body, za porážku v prodloužení nebo na nájezdy 1 bod, za prohru v základním čase pak 0 bodů.

## Základní část

### První fáze
| Vysvětlivka                                              |
| -------------------------------------------------------- |
| Nejlepších šest týmů postoupilo do nadstavbové skupiny A |
| Zbylých šest týmů hrálo v nadstavbové skupině B          |

| Poř. | Tým                       | Z  | V  | P  | VP | PP | VN | PN | Skóre   | +/-  | B  |
| ---- | ------------------------- | -- | -- | -- | -- | -- | -- | -- | ------- | ---- | -- |
| 1.   | Vienna Capitals           | 44 | 28 | 16 | 1  | 3  | 3  | 2  | 137:100 | +37  | 61 |
| 2.   | KHL Medveščak Záhřeb      | 44 | 27 | 17 | 1  | 2  | 2  | 4  | 145:109 | +36  | 60 |
| 3.   | EC Graz 99ers             | 44 | 24 | 20 | 2  | 4  | 2  | 4  | 142:130 | +12  | 56 |
| 4.   | VSV EC                    | 44 | 26 | 18 | 1  | 2  | 2  | 2  | 171:138 | +33  | 56 |
| 5.   | EC KAC                    | 44 | 26 | 18 | 2  | 0  | 5  | 3  | 140:127 | +13  | 55 |
| 6.   | EHC Linz                  | 44 | 26 | 18 | 1  | 0  | 5  | 1  | 154:135 | +19  | 53 |
| 7.   | Orli Znojmo               | 44 | 23 | 21 | 2  | 2  | 1  | 4  | 149:136 | +13  | 52 |
| 8.   | EC Red Bull Salzburg      | 44 | 22 | 22 | 0  | 2  | 1  | 1  | 163:121 | +42  | 47 |
| 9.   | Alba Volán Székesfehérvár | 44 | 21 | 23 | 1  | 1  | 2  | 2  | 127:138 | -11  | 45 |
| 10.  | HDD Olimpija Ljubljana    | 44 | 20 | 24 | 3  | 1  | 2  | 2  | 123:145 | -22  | 43 |
| 11.  | EC Dornbirn               | 44 | 13 | 31 | 4  | 1  | 2  | 2  | 128:183 | -55  | 29 |
| 12.  | HC Innsbruck              | 44 | 8  | 36 | 1  | 1  | 2  | 2  | 94:211  | -117 | 19 |

### Druhá fáze
| Vysvětlivka                             |
| --------------------------------------- |
| Tým postupující do čtvrtfinále play off |

Výsledky z první fáze se do nadstavby nezapočítávaly, týmy si pouze odnesly bonusové body za umístění v první fázi (uvedeny v závorkách).

#### Skupina A
| Poř. | Tým                  | Z  | V | P | VP | PP | VN | PN | Skóre | +/- | B      |
| ---- | -------------------- | -- | - | - | -- | -- | -- | -- | ----- | --- | ------ |
| 1.   | Vienna Capitals      | 10 | 7 | 3 | 2  | 0  | 1  | 0  | 27:21 | +6  | 18 (4) |
| 2.   | EHC Linz             | 10 | 8 | 2 | 1  | 0  | 0  | 1  | 42:29 | +13 | 17 (0) |
| 3.   | EC KAC               | 10 | 5 | 5 | 0  | 1  | 2  | 2  | 27:26 | +1  | 13 (0) |
| 4.   | KHL Medveščak Záhřeb | 10 | 4 | 6 | 1  | 1  | 0  | 1  | 30:31 | −1  | 13 (3) |
| 5.   | EC Graz 99ers        | 10 | 3 | 7 | 0  | 1  | 0  | 0  | 20:27 | −7  | 9 (2)  |
| 6.   | VSV EC               | 10 | 3 | 7 | 0  | 1  | 1  | 0  | 21:33 | −12 | 8 (1)  |

#### Skupina B
| Poř. | Tým                       | Z  | V | P | VP | PP | VN | PN | Skóre | +/- | B      |
| ---- | ------------------------- | -- | - | - | -- | -- | -- | -- | ----- | --- | ------ |
| 7.   | Orli Znojmo               | 10 | 8 | 2 | 0  | 0  | 0  | 0  | 42:18 | +24 | 20 (4) |
| 8.   | EC Red Bull Salzburg      | 10 | 7 | 3 | 0  | 0  | 1  | 0  | 35:26 | +9  | 17 (3) |
| 9.   | HDD Olimpija Ljubljana    | 10 | 5 | 5 | 0  | 1  | 0  | 0  | 27:26 | +1  | 12 (1) |
| 10.  | EC Dornbirn               | 10 | 5 | 5 | 1  | 0  | 0  | 1  | 26:36 | -10 | 11 (0) |
| 11.  | Alba Volán Székesfehérvár | 10 | 3 | 7 | 0  | 0  | 0  | 0  | 26:34 | -8  | 8 (2)  |
| 12.  | HC Innsbruck              | 10 | 2 | 8 | 0  | 0  | 0  | 0  | 26:42 | -16 | 4 (0)  |

## Play off

### Čtvrtfinále
- Vienna Capitals - Orli Znojmo 4:1 na zápasy (6:3, 3:1, 3:4 PP, 7:0, 4:0)
- EHC Linz - VSV EC 4:3 na zápasy (2:4, 3:2, 5:0, 3:2, 2:3, 1:6, 4:3)
- EC KAC - EC Graz 99ers 4:1 na zápasy (2:1, 1:5, 5:1, 3:0, 5:2)
- KHL Medveščak Záhřeb - EC Red Bull Salzburg 2:4 na zápasy (3:2, 3:4 PP, 2:5, 5:2, 4:5 PP, 2:3 PP)

### Semifinále
- Vienna Capitals - EC Red Bull Salzburg 4:2 na zápasy (6:2, 1:3, 1:3, 2:1, 4:1, 4:2)
- EHC Linz - EC KAC 2:4 na zápasy (3:1, 2:3, 4:1, 2:4, 2:3, 1:3)

### Finále
- Vienna Capitals - EC KAC 0:4 na zápasy (0:1, 1:2 PP, 0:4, 3:5)